# 瑟雷茨站
瑟雷茨站（羅馬化：Syrets,  （ⓘ））是基輔地鐵瑟雷茨-佩切拉線的一個車站，開通於2004年，是瑟雷茨-佩切拉線延長工程的一部分。瑟雷茨站是瑟雷茨-佩切拉線西北端的起點車站。

## 外部連結
- （乌克兰語） Kyivsky Metropoliten - Official site description
- （俄文） Metropoliten.kiev.ua - Description and photographs (including of construction)
- （俄文） Skorostnoy Tramavay （页面存档备份，存于） - Additional photographs
- （乌克兰語） Kyiv Wiki （页面存档备份，存于） - Description